# سورمة (مقاطعة فراشبند)
سورمة (بالفارسية: معدن سورمه) هي human-geographic territorial entity تقع في فارس في إيران. يقدر عدد سكانها بـ 26 نسمة .